# 800 mètres aux championnats d'Europe d'athlétisme en salle
Pour un article plus général, voir Championnats d'Europe d'athlétisme en salle.
Le 800 mètres fait partie des épreuves inscrites au programme des premiers Championnats d'Europe en salle (Jeux européens en salle de 1966 à 1969). 
Avec trois médailles d'or, le Polonais Adam Kszczot est l'athlète le plus titré dans cette épreuve. La Suissesse Selina Büchel et la Britannique Keely Hodgkinson détiennent le record de victoires féminines avec deux titres. 
Les records des championnats d'Europe en salle appartiennent chez les hommes au Polonais Paweł Czapiewski (1 min 44 s 78 en 2002), et chez les femmes à la Slovène Jolanda Čeplak (1 min 55 s 82 en 2002).

## Palmarès

### Hommes
| Édition                        | Or                         | Argent                     | Bronze                     |                         |
| Jeux européens en salle        | Jeux européens en salle    | Jeux européens en salle    | Jeux européens en salle    | Jeux européens en salle |
| ------------------------------ | -------------------------- | -------------------------- | -------------------------- | ----------------------- |
| 1966                           | Noel Carroll (IRL)         | Tomáš Jungwirth (TCH)      | Herbert Missalla (FRG)     |                         |
| 1967                           | Noel Carroll (IRL)         | Tomáš Jungwirth (TCH)      | Jan Kasal (TCH)            |                         |
| 1968                           | Noel Carroll (IRL)         | Alberto Estebán (ESP)      | Sergey Kryuchok (URS)      |                         |
| 1969                           | Dieter Fromm (GDR)         | Henryk Szordykowski (POL)  | Noel Carroll (IRL)         |                         |
| Championnats d'Europe en salle |                            |                            |                            |                         |
| 1970                           | Yevgeniy Arzhanov (URS)    | Juan Borroz (ESP)          | Jože Međimurec (YUG)       |                         |
| 1971                           | Yevgeniy Arzhanov (URS)    | Phil Lewis (GBR)           | Andrzej Kupczyk (POL)      |                         |
| 1972                           | Jozef Plachý (TCH)         | Ivan Ivanov (URS)          | Francis Gonzalez (FRA)     |                         |
| 1973                           | Francis Gonzalez (FRA)     | Gerhard Stolle (GDR)       | Jozef Plachý (TCH)         |                         |
| 1974                           | Luciano Sušanj (YUG)       | András Zsinka (HUN)        | Jozef Plachý (TCH)         |                         |
| 1975                           | Gerhard Stolle (GDR)       | Ivo Van Damme (BEL)        | Vladimir Ponomaryov (URS)  |                         |
| 1976                           | Ivo Van Damme (BEL)        | Josef Schmid (FRG)         | Milovan Savić (YUG)        |                         |
| 1977                           | Sebastian Coe (GBR)        | Erwin Gohlke (GDR)         | Rolf Gysin (SUI)           |                         |
| 1978                           | Markku Taskinen (FIN)      | Olaf Beyer (GDR)           | Roger Milhau (FRA)         |                         |
| 1979                           | Antonio Páez (ESP)         | Binko Kolev (BUL)          | András Paróczai (HUN)      |                         |
| 1980                           | Roger Milhau (FRA)         | András Paróczai (HUN)      | Herbert Wursthorn (FRG)    |                         |
| 1981                           | Herbert Wursthorn (FRG)    | András Paróczai (HUN)      | Antonio Páez (ESP)         |                         |
| 1982                           | Antonio Páez (ESP)         | Klaus-Peter Nabein (FRG)   | Colomán Trabado (ESP)      |                         |
| 1983                           | Colomán Trabado (ESP)      | Peter Elliott (GBR)        | Thierry Tonnellier (FRA)   |                         |
| 1984                           | Donato Sabia (ITA)         | André Lavie (FRA)          | Phil Norgate (GBR)         |                         |
| 1985                           | Rob Harrison (GBR)         | Petru Drăgoescu (ROU)      | Leonid Masunov (URS)       |                         |
| 1986                           | Peter Braun (FRG)          | Colomán Trabado (ESP)      | Thierry Tonnellier (FRA)   |                         |
| 1987                           | Rob Druppers (NED)         | Vladimir Graudyn (URS)     | Ari Suhonen (FIN)          |                         |
| 1988                           | David Sharpe (GBR)         | Rob Druppers (NED)         | Gert Kilbert (SUI)         |                         |
| 1989                           | Steve Heard (GBR)          | Rob Druppers (NED)         | Joachim Heydgen (GDR)      |                         |
| 1990                           | Tom McKean (GBR)           | Tomás de Teresa (ESP)      | Zbigniew Janus (POL)       |                         |
| 1992                           | Luis Javier González (ESP) | José Arconada (ESP)        | David Grindley (ITA)       |                         |
| 1994                           | Andrey Loginov (RUS)       | Luis Javier González (ESP) | Ousmane Diarra (FRA)       |                         |
| 1996                           | Roberto Parra (ESP)        | Giuseppe D'Urso (ITA)      | Wojciech Kałdowski (POL)   |                         |
| 1998                           | Nils Schumann (GER)        | Marko Koers (NED)          | Vebjørn Rodal (NOR)        |                         |
| 2000                           | Yuriy Borzakovskiy (RUS)   | Nils Schumann (GER)        | Balázs Korányi (HUN)       |                         |
| 2002                           | Paweł Czapiewski (POL)     | André Bucher (SUI)         | Antonio Manuel Reina (ESP) |                         |
| 2005                           | Dmitriy Bogdanov (RUS)     | Antonio Manuel Reina (ESP) | Juan de Dios Jurado (ESP)  |                         |
| 2007                           | Arnoud Okken (NED)         | Miguel Quesada (ESP)       | Maurizio Bobbato (ITA)     |                         |
| 2009                           | Yuriy Borzakovskiy (RUS)   | Luis Alberto Marco (ESP)   | Mattias Claesson (SWE)     |                         |
| 2011                           | Adam Kszczot (POL)         | Marcin Lewandowski (POL)   | Kevin López (ESP)          |                         |
| 2013                           | Adam Kszczot (POL)         | Kevin López (ESP)          | Mukhtar Mohammed (GBR)     |                         |
| 2015                           | Marcin Lewandowski (POL)   | Mark English (IRL)         | Thijmen Kupers (NED)       |                         |
| 2017                           | Adam Kszczot (POL)         | Andreas Bube (DEN)         | Álvaro de Arriba (ESP)     |                         |
| 2019                           | Álvaro de Arriba (ESP)     | Jamie Webb (GBR)           | Mark English (IRL)         |                         |
| 2021                           | Patryk Dobek (POL)         | Mateusz Borkowski (POL)    | Jamie Webb (GBR)           |                         |
| 2023                           | Adrián Ben (ESP)           | Benjamin Robert (FRA)      | Eliott Crestan (BEL)       |                         |
| 2025                           | Samuel Chapple (NED)       | Eliott Crestan (BEL)       | Mark English (IRL)         |                         |

### Femmes
| Édition                        | Or                            | Argent                      | Bronze                     |                         |
| Jeux européens en salle        | Jeux européens en salle       | Jeux européens en salle     | Jeux européens en salle    | Jeux européens en salle |
| ------------------------------ | ----------------------------- | --------------------------- | -------------------------- | ----------------------- |
| 1966                           | Zsuzsa Szabó-Nagy (HUN)       | Karin Keßler (FRG)          | Marie Ingrová (TCH)        |                         |
| 1967                           | Karin Keßler (FRG)            | Maryvonne Dupureur (FRA)    | Valentina Lukyanova (URS)  |                         |
| 1968                           | Karin Burneleit (GDR)         | Alla Kolesnikova (URS)      | Valentina Lukyanova (URS)  |                         |
| 1969                           | Barbara Wieck (GDR)           | Magdolna Kulcsár (HUN)      | Anna Zimina (URS)          |                         |
| Championnats d'Europe en salle |                               |                             |                            |                         |
| 1970                           | Maria Sykora (AUT)            | Lyudmila Bragina (URS)      | Zofia Kołakowska (POL)     |                         |
| 1971                           | Hildegard Falck (FRG)         | Ileana Silai (ROU)          | Rosemary Stirling (GBR)    |                         |
| 1972                           | Gunhild Hoffmeister (GDR)     | Ileana Silai (ROU)          | Svetla Zlateva (BUL)       |                         |
| 1973                           | Stefka Yordanova (BUL)        | Elfi Rost (GDR)             | Elżbieta Skowrońska (POL)  |                         |
| 1974                           | Elżbieta Katolik (POL)        | Gisela Ellenberger (FRG)    | Gunhild Hoffmeister (GDR)  |                         |
| 1975                           | Anita Barkusky (GDR)          | Sarmīte Štūla (URS)         | Rositsa Pekhlivanova (BUL) |                         |
| 1976                           | Nikolina Shtereva (BUL)       | Lilyana Tomova (BUL)        | Gisela Klein (FRG)         |                         |
| 1977                           | Jane Colebrook (GBR)          | Totka Petrova (BUL)         | Elżbieta Katolik (POL)     |                         |
| 1978                           | Ulrike Bruns (GDR)            | Totka Petrova (BUL)         | Mariana Suman (ROU)        |                         |
| 1979                           | Nikolina Shtereva (BUL)       | Anita Weiß (GDR)            | Fiţa Lovin (ROU)           |                         |
| 1980                           | Jolanta Januchta (POL)        | Anne-Marie Van Nuffel (BEL) | Liz Barnes (GBR)           |                         |
| 1981                           | Hildegard Ullrich (GDR)       | Svetla Zlateva (BUL)        | Nikolina Shtereva (BUL)    |                         |
| 1982                           | Doina Melinte (ROU)           | Martina Steuk (GDR)         | Jolanta Januchta (POL)     |                         |
| 1983                           | Svetlana Kitova (URS)         | Zuzana Moravčíková (TCH)    | Olga Simanova (URS)        |                         |
| 1984                           | Milena Matějkovičová (TCH)    | Doina Melinte (ROU)         | Cristeana Cojocaru (ROU)   |                         |
| 1985                           | Ella Kovacs (ROU)             | Nadiya Olizarenko (URS)     | Cristeana Cojocaru (ROU)   |                         |
| 1986                           | Sigrun Ludwigs (GDR)          | Cristeana Cojocaru (ROU)    | Slobodanka Čolović (YUG)   |                         |
| 1987                           | Christine Wachtel (GDR)       | Sigrun Wodars (GDR)         | Lyubov Kiryukhina (FRG)    |                         |
| 1988                           | Sabine Zwiener (FRG)          | Olga Nelyubova (URS)        | Gabi Lesch (FRG)           |                         |
| 1989                           | Doina Melinte (ROU)           | Ellen Kiessling (GDR)       | Tatyana Grebenchuk (URS)   |                         |
| 1990                           | Lyubov Gurina (URS)           | Sabine Zwiener (FRG)        | Lorraine Baker (GBR)       |                         |
| 1992                           | Ella Kovacs (ROU)             | Inna Yevseyeva (EUN)        | Yelena Afanasyeva (EUN)    |                         |
| 1994                           | Natalya Dukhnova (BLR)        | Ella Kovacs (ROU)           | Carla Sacramento (POR)     |                         |
| 1996                           | Patricia Djaté-Taillard (FRA) | Stella Jongmans (NED)       | Svetlana Masterkova (RUS)  |                         |
| 1998                           | Ludmila Formanová (CZE)       | Malin Ewerlöf (SWE)         | Judit Varga (HUN)          |                         |
| 2000                           | Stephanie Graf (AUT)          | Natalya Tsyganova (RUS)     | Sandra Stals (BEL)         |                         |
| 2002                           | Jolanda Čeplak (SVN)          | Stephanie Graf (AUT)        | Élisabeth Grousselle (FRA) |                         |
| 2005                           | Larisa Chzhao (RUS)           | Maite Martínez (ESP)        | Natalya Tsyganova (RUS)    |                         |
| 2007                           | Oksana Zbrozhek (RUS)         | Tetyana Petlyuk (UKR)       | Jolanda Čeplak (SVN)       |                         |
| 2009                           | Mariya Savinova (RUS)         | Oksana Zbrozhek (RUS)       | Elisa Cusma Piccione (ITA) |                         |
| 2011                           | Jenny Meadows (GBR)           | Linda Marguet (FRA)         | Marilyn Okoro (GBR)        |                         |
| 2013                           | Nataliya Lupu (UKR)           | Yelena Kotulskaya (RUS)     | Maryna Arzamasava (BLR)    |                         |
| 2015                           | Selina Büchel (SUI)           | Yekaterina Poistogova (RUS) | Nataliya Lupu (UKR)        |                         |
| 2017                           | Selina Büchel (SUI)           | Shelayna Oskan-Clarke (GBR) | Anita Hinkrisdottir (ISL)  |                         |
| 2019                           | Shelayna Oskan-Clarke (GBR)   | Rénelle Lamote (FRA)        | Olha Lyakhova (UKR)        |                         |
| 2021                           | Keely Hodgkinson (GBR)        | Joanna Jóźwik (POL)         | Angelika Cichocka (POL)    |                         |
| 2023                           | Keely Hodgkinson (GBR)        | Anita Horvat (SVN)          | Agnès Raharolahy (FRA)     |                         |
| 2025                           | Anna Wielgosz (POL)           | Clara Liberman (FRA)        | Anita Horvat (SVN)         |                         |